# Gunther Langes

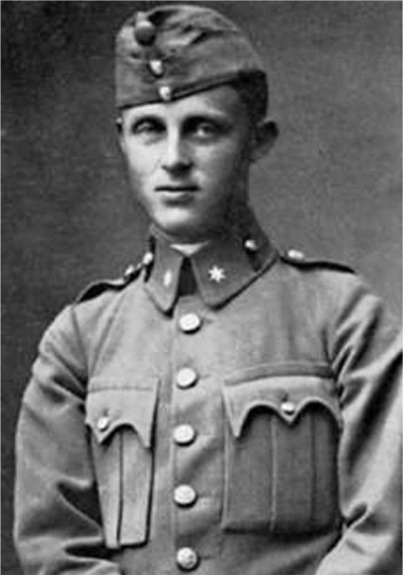
Langes 1916

Gunther Langes (* 6. März 1899 in Fiera di Primiero; † 14. April 1972 in Bozen) war ein österreichisch-italienischer Alpinist, Schriftsteller und Skipionier. Als Kletterer vor allem durch seine Erschließungstätigkeit in der Palagruppe, insbesondere durch die Erstbegehung der Schleierkante an der Cima della Madonna bekannt, erlangte er als Autor durch seine Kletterführer sowie seine Beschreibungen der Gebirgsfront des Ersten Weltkriegs Bedeutung. Des Weiteren war Langes an der Entwicklung des Skisports in Südtirol und den USA beteiligt.

## Leben
Gunther Langes wurde 1899 als Sohn des Bezirksveterinärs Josef Langes und der Tourismuspionierin Lina Mathà Langes geboren. Die Familie lebte in Fiera di Primiero und San Martino di Castrozza am Fuß der Palagruppe, wo sie mehrere Hotels erbaute und betrieb. Langes ging in Kufstein zur Schule, wo er bald mit dem Bergsteigen im Kaisergebirge begann und Touren mit Willo Welzenbach und Hans Dülfer unternahm. 1912 konnte er im Alter von nur 13 Jahren mit Carlo Zagonel an der Nordkante der Cima della Rosetta seine erste Erstbegehung durchführen. Eine weitere frühe Erstbegehung war die Nordwand der Roda del Mulon in der Marmolata 1914. Mit 17 trat Langes freiwillig den Kaiserjägern bei und kämpfte während des Gebirgskriegs 1915–1918 an der Ortlerfront, sowie an der Marmolata, den Tofane und in den Sette Comuni. Nach dem Krieg, in dem er für seine Tapferkeit ausgezeichnet wurde, legte er die Reifeprüfung ab. Er studierte in München, wo er schließlich in Rechtswissenschaft und Germanistik promoviert wurde. Wie sein Bruder wurde er 1919 Mitglied des Corps Gothia Innsbruck. Er klammerte zweimal die Erste Charge, verließ aber später aus unbekannten Gründen das Corps.
Nach dem Studium kam Langes nach San Martino zurück und begann sich der alpinistischen Erschließung der Palagruppe zu widmen. Insgesamt konnte er mit verschiedenen Partnern (unter ihnen Erwin Merlet, Carlo Zagonel, seine Schwester Hilde) 50 neue Routen in den Dolomiten, davon 22 in der Palagruppe, erschließen. Langes’ Touren erlangten durch ihre besonders ästhetischen Linien und den vom modernen Freiklettern geprägten Stil Bekanntheit. Am bedeutendsten wurde neben dem Gran Pilastro an der Pala di San Martino (mit Erwin Merlet, 27. Juli 1920) die Schleierkante an der Cima della Madonna (mit Erwin Merlet, 19. Juli 1920), die heute als eine der schönsten und beliebtesten Kletterrouten der gesamten Dolomiten gilt.
Zu Beginn der 1930er Jahre beendete Langes die Phase schwieriger alpiner Unternehmungen und wandte sich verstärkt dem Journalismus zu. In diesem Bereich war er seit Abschluss seines Studiums unter anderem als Redakteur beim Berliner Tageblatt, bei den Münchner Neuesten Nachrichten und beim Simplicissimus beschäftigt. Des Weiteren verfasste er erste Wander- und Skiführer und Reiseberichte. 1932 veröffentlichte er sein autobiografisches Werk Die Front in Fels und Eis, das seine Erlebnisse während des Ersten Weltkriegs beschreibt. Darüber hinaus beschäftigte er sich mit der Weiterentwicklung des Wintertourismus und des Skisports. So wird ihm etwa die Erfindung der alpinen Disziplin Riesenslalom (Slalom Gigante) im Zuge eines Rennens an der Marmolata 1935 zugeschrieben. Während des Zweiten Weltkriegs war er als NSDAP-Mitglied Chefredakteur des Bozner Tagblatts und Kollaborateur mit dem Naziregime. So beschwor Langes am 20. April 1944, dem Vorabend von Hitlers Geburtstag, im Bozner Tagblatt die „Treue zum Führer“ und war etwa an der Sondermission Claretta beteiligt, die die Kommunikation zwischen den zwischenzeitlich getrennten Benito Mussolini und Clara Petacci zum Ziel hatte. Andererseits soll Langes einem von der Verfolgung durch die Nationalsozialisten bedrohten italienischen Bergführer zur Flucht in die Schweiz verholfen haben.
Nach dem Krieg lebte Gunther Langes in Seis am Schlern, am Gardasee und in Bozen. 1950 war er am Aufbau des Skizentrums Aspen beteiligt. 1957 heiratete er Maria Vieider und betätigte sich in der Folge hauptsächlich als Schriftsteller. Neben Kletterführern verfasste er Wander- und Reiseführer sowie landeskundliche Werke und übersetzte Bücher aus dem Italienischen. 1972 starb Gunther Langes in Bozen und wurde am Österreichischen Soldatenfriedhof in St. Jakob/Bozen beerdigt.

## Werke (Auswahl)

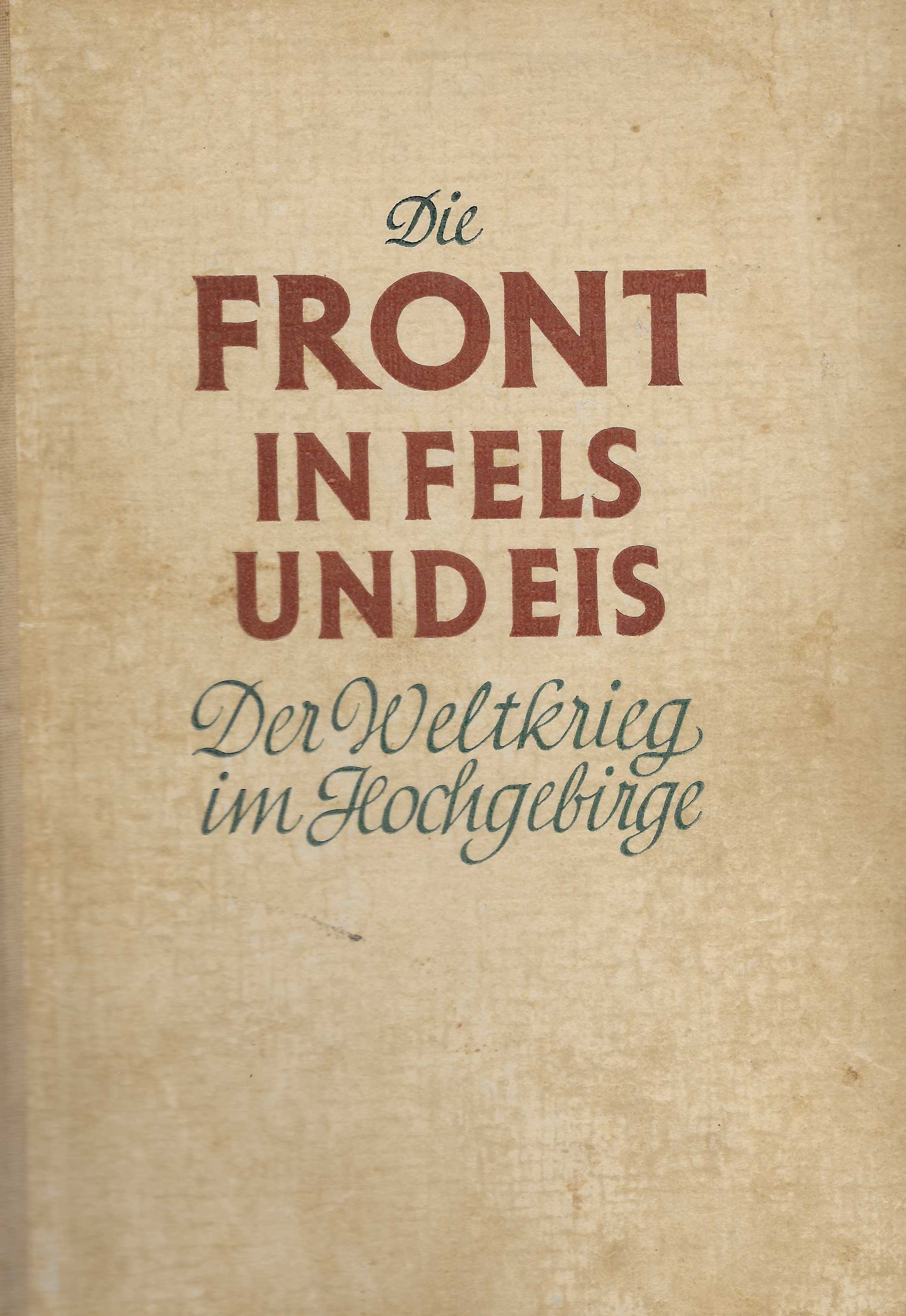
Buchumschlag von G. Langes’ Front in Fels und Eis (1933)

- Dolomiten-Kletterführer Westliche Dolomiten. Die schönsten Berg- und Kletterfahrten in den Dolomiten. Band 1. Rother, 1963.
- Front in Fels und Eis. Der Weltkrieg im Jochgebirge. Mit einer Einleitung von Gen. d. Art. a. D. Konrad Krafft von Dellmensingen. Mit 93 Bildern in Kupfertiefdruck. F. Bruckmann, München 1933.
- Burggrafenamt und Meran – das Herzstück Tirols. Ein Streifzug durch das Meraner Etschtalbecken, das Tisenser Mittelgebirge, durch Passeier und Ulten. Athesia, 1976.
- Ladinien. Kernland der Dolomiten: ein Streifzug durch Gröden, Gadertal, Buchenstein, Fassa und Ampezzo. Athesia, Bozen 1985.
- Überetsch und Bozner Unterland. Landschaft und Leben im unteren Etschtal. Ein Streifzug von Sigmundskron bis zur Salurner Klause. Athesia, Bozen 1991.
- Autorama. Bild-Autoführer durch Südtirol, Dolomiten, Ortler, Gardasee. Band 1. Wagner, Innsbruck 1970.
- Rosengarten-, Geisler- und Langkofelgruppe. Rother, 1974.
- Dolomiten-Skiführer. Rother, 1938.
- Bodensee: deutsches Ufer, Vorarlberg, Nordostschweiz, Liechtenstein, mit Routenkarten, Stadtplänen, Reliefzeichnungen. Wagner, Innsbruck 1965.
- Die grosse Dolomitenstraße, 1909–1959. Manfrini, Calliano 1959.
- Sella-, Marmolata- und Pala-Gruppe.
- Traumstraße der Alpen. Rother, 1969.
- Nordöstliche Dolomiten. Rother, 1970.
- Skirama. Band 2. Wagner, Innsbruck 1966.
- Südtirol. Goldstadt, 1975, ISBN 978-3-87269-010-4.
- Auf Wiedersehen Claretta. Cento Autori, 2012, ISBN 978-88-97121-37-4.

## Artikel
- Rosenkranzbomber über Bozen. In: Bozner Tagblatt, Ausgabe vom 27. Dezember 1943, S. 3.
- Bollwerk Abendland. In: Bozner Tagblatt, Ausgabe vom 6. Mai 1944, S. 1-